# Kiçik Dəhnə
Kiçik Dəhnə è un comune dell'Azerbaigian situato nel distretto di Şəki. Conta una popolazione di 7 880 abitanti.